# Audra Plepytė

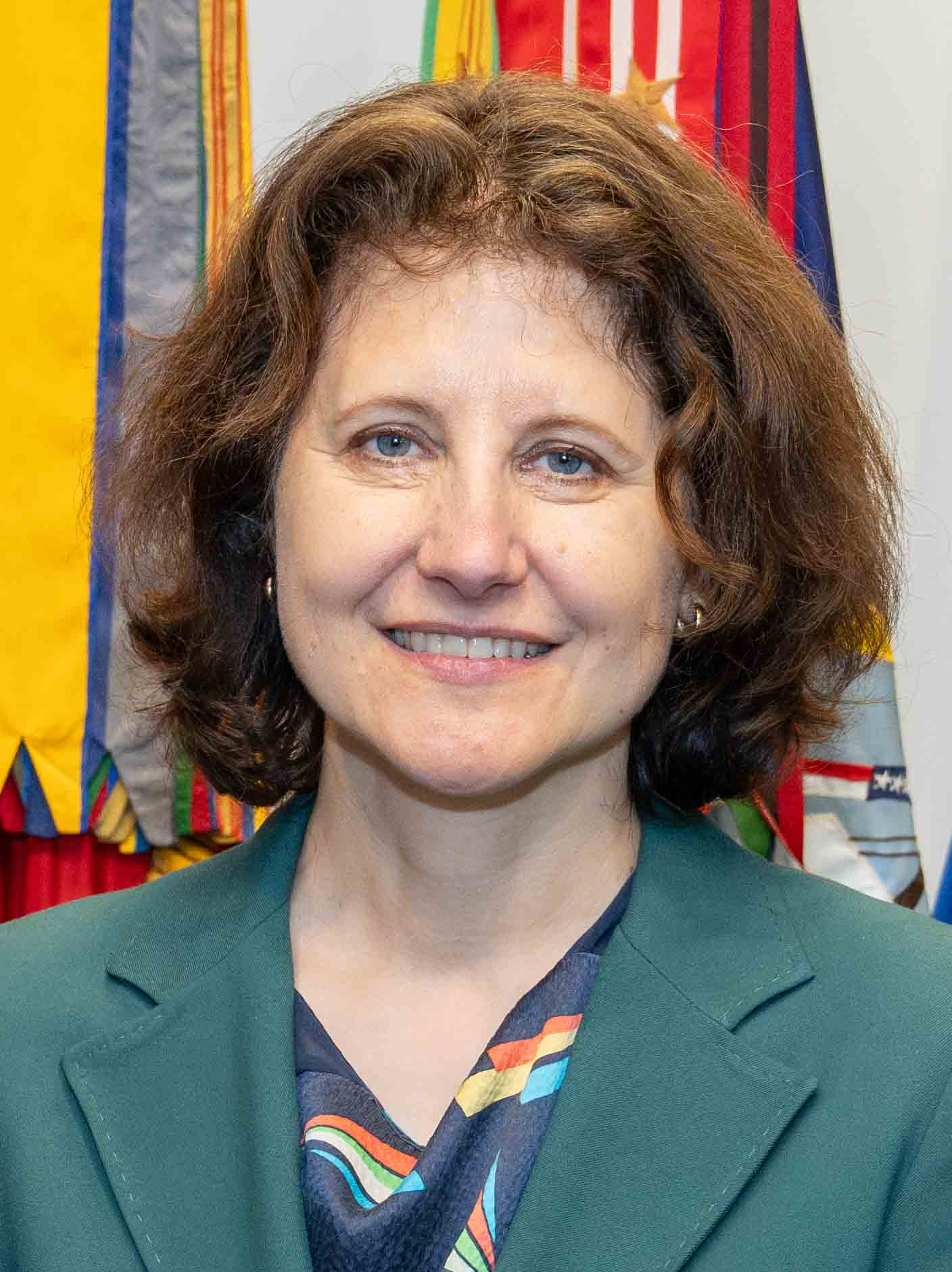
(2025).

Audra Plepytė (auch Audra Plepytė-Jara, * 30. Oktober 1971 in Vilnius, Litauische SSR) ist eine litauische Diplomatin. Sie war litauische Botschafterin in Spanien und ist seit August 2017 Ständige Vertreterin ihres Landes bei den Vereinten Nationen.

## Berufsweg
Plepytė trat 1994 in den diplomatischen Dienst ihres Landes ein und wurde 1997 beim litauischen Außenministerium angestellt. Als erste Sekretärin übernahm sie die amtierende Leitung der Abteilung Amerika. Im Jahr 1998 wechselte sie in beratender Funktion zum Kommissarbüro für demokratische Institutionen und Menschenrechte des Ostseerats (CBSS) in Kopenhagen. Von Februar bis Juli 1999 leitete Plepytė die Nordeuropäische Abteilung des Außenministeriums. Anschließend arbeitete sie bei der litauischen Botschaft in den Vereinigten Staaten in Washington, D.C.
Plepytė wechselte 2003 als Stellvertreterin von Gediminas Šerkšnys zur Ständigen Vertretung Litauens bei den Vereinten Nationen in New York. Im August 2004 wurde Raimonda Murmokaitė ihre Nachfolgerin und sie leitete im Ministerium die Abteilung Menschenrechte und Nichtregierungsorganisationen. Im Jahr 2008 übernahm Plepytė die Leitung der Abteilung Internationale Missionen und Konfliktverhütung, bevor sie 2009 Direktorin der Personalabteilung des Außenministeriums wurde. Von 2004 bis 2009 war sie gleichzeitig an der Ständigen Vertretung Litauens bei der Europäischen Union in Brüssel als Stellvertreterin im Ausschuss für Politik und Sicherheit tätig.
Audra Plepytė erhielt am 2. März 2010 ihre Akkreditierung zur Botschafterin Litauens in Spanien. Nichtresidierend war sie Botschafterin in Argentinien und zugleich Ständige Vertreterin bei der Weltorganisation für Tourismus (UNWTO) in Madrid. Im Januar 2015 wurde sie Direktorin der Abteilung für die Europäische Union beim Außenministerium. Am 18. August 2017 übergab Plepytė, als Nachfolgerin von Raimonda Murmokaitė, António Guterres ihre Akkreditierung als Ständige Vertreterin Litauens bei den Vereinten Nationen.